# Agostino Carracci

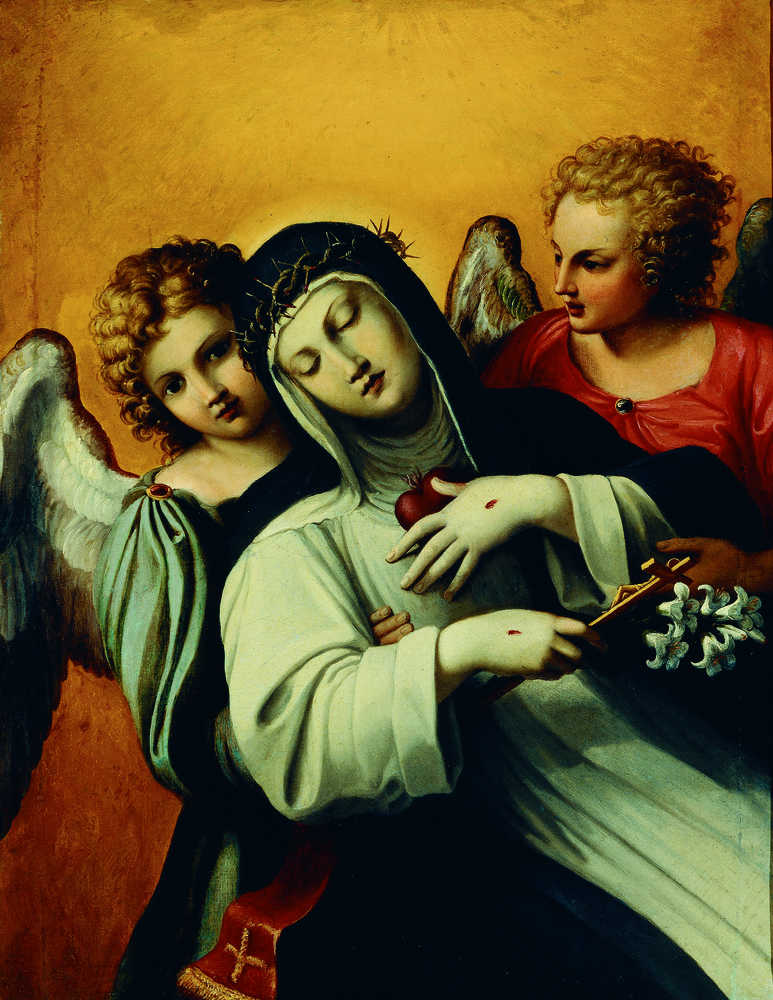
Éxtasis de Santa Catalina de Siena. Galleria Borghese, Roma.

Agostino Carracci o Caracci (Bolonia, 16 de agosto de 1557-Parma, 22 de marzo de 1602), fue un pintor y grabador italiano de transición entre el Manierismo y el naciente Barroco. Seguía como ideal la naturaleza, y fue, con su hermano Annibale y su primo Ludovico, el fundador de una escuela que buscaba una visión más particularizada de ésta, y en cierto modo rival al estilo preconizado por Caravaggio. Este estilo pictórico, que encontró gran eco en el ambiente religioso de la Contrarreforma, se denomina clasicismo boloñés.

## Biografía y obra
Carracci nació y se formó en el ambiente manierista de Bolonia, especialmente con el arquitecto y tallista Domenico Tibaldi. Hizo viajes de estudios a Venecia en 1582, y a Parma entre 1586 y 1587, volviendo a Venecia entre 1587 y 1589; su vida y actividad posteriores se centraron no obstante en su ciudad natal.
Sus modelos pictóricos fueron, entre otros, Federico Barocci, Tintoretto, Antonio Campi y Correggio, de cuyas obras  famosas hizo copias. Colaboró con sus parientes Ludovico y Annibale en los frescos del Palazzo Fava, realizados en 1584 y en el Palazzo Magnani, entre 1590 y 1592; de este año es también la Comunión de san Jerónimo, en la actualidad conservada en la Pinacoteca Nazionale de Bolonia, y considerada su obra maestra.
Con su hermano Annibale fundó la Academia de los Encaminados o de los Deseosos, propugnando un estilo opuesto al Manierismo que no tardará en imponerse a pesar de las críticas por parte de los ambientes manieristas de Bolonia. Intentando explicar este nuevo estilo, Agostino compuso un soneto:
Quien quiera ser pintor con maestría

dé a sus dibujos línea romana,

con movimiento y sombra veneciana

y el colorido de la Lombardía.
De Miguel Ángel la terrible hombría,

la natural postura del Tiziano,

como Correggio puro y soberano,

de Rafael la pulcra simetría,
del Tibaldi reparto y decorado,

del Primaticcio docto el inventar,

del Parmigiano el grácil modelar.
Sin tanto estudio el fin será logrado

solamente, imitando el peregrino

arte de nuestro amigo Niccolino.
Fue un fecundo grabador, realizando reproducciones de obras famosas de artistas como Miguel Ángel, Tiziano, Paolo Veronese y Correggio, mostrando así su interés por los maestros del Renacimiento. Así mismo, grabó unos aguafuertes eróticos, de pequeño formato y pretexto mitológico (llamados Lascivie) que recordaban a los I Modi de Marcantonio Raimondi según diseños de Giulio Romano.

### Obra en museos españoles

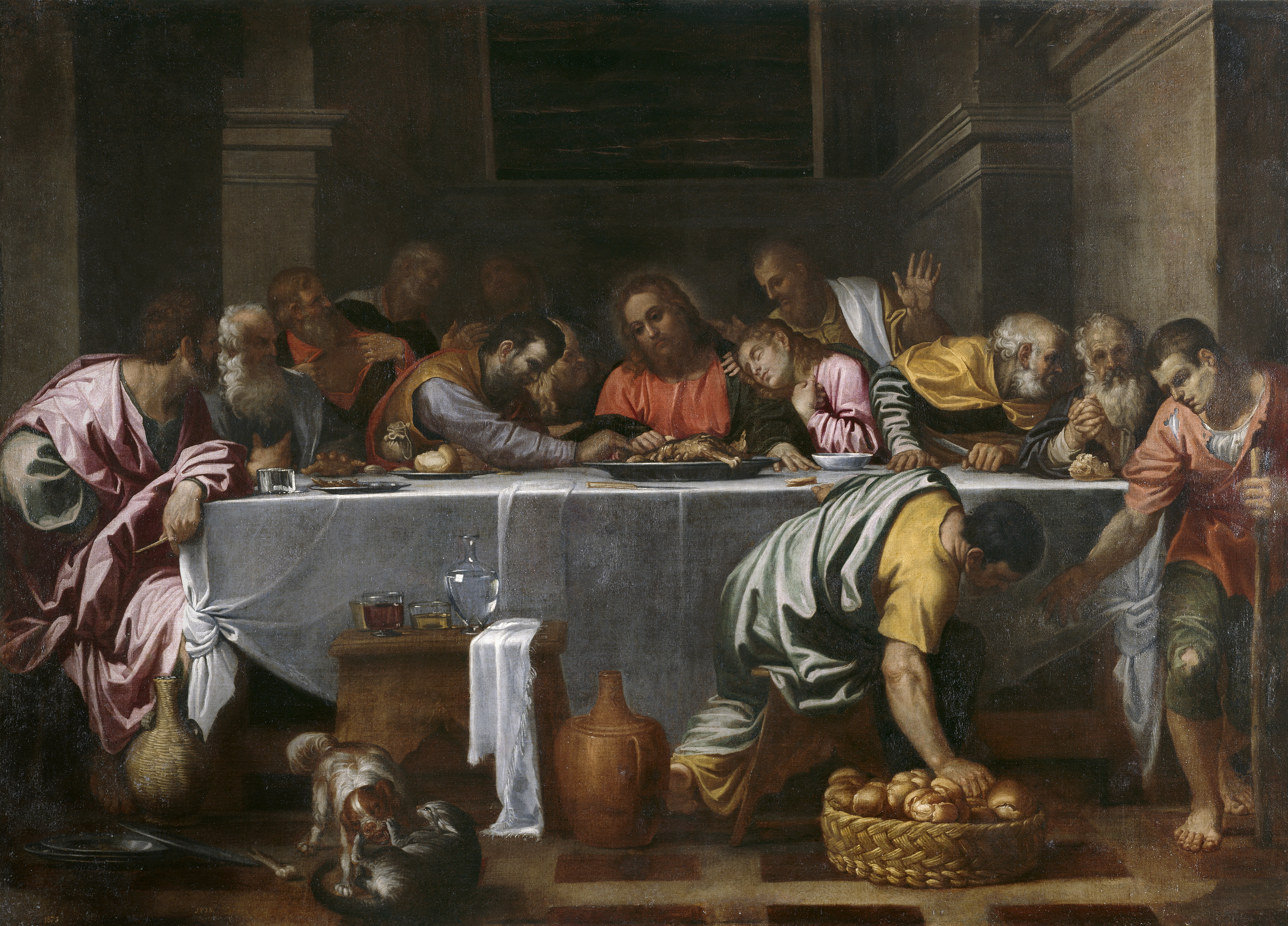
La Última Cena, Museo del Prado.

La presencia de obras de Agostino Carracci en España es inferior a la de sus parientes Ludovico y Annibale. Se puede citar La Santa Cena, gran lienzo en el Museo del Prado.